# Saab 9-7x
Saab 9-7X — среднеразмерный внедорожник класса «люкс», созданный на платформе GMT360 компании General Motors, и имеющий общую базу с другими автомобилями GM, такими как GMC Envoy, Buick Rainier, Oldsmobile Bravada, Isuzu Ascender, и Chevrolet TrailBlazer. Из-за этой схожести автомобиль получил прозвище «Trollblazer», хотя он не был произведен в Тролльхеттане.

## Варианты
Все автомобили производились с автоматическим полным приводом с задним дифференциалом повышенного трения. На модели Aero дополнительно устанавливали дифференциал Torsen.
Комплектации включали в себя кожаную обивку сидений, 18- или 20-дюймовые литые диски, боковые подушки безопасности. Мультимедиа система включает в себя систему OnStar, спутниковое радио (XM Satellite Radio), плеер с CD-чейнджером на 6 дисков, аудиосистему Bose 6 динамиков общей мощностью 275 Ватт), также были доступны DVD с навигацией, люк и мониторы в подголовниках сидений.
Всего выпускалось 3 модификации (две из них были переименованы):
- Linear (позднее был переименован в 4.2i) — Мощность: 285 л. с. (213 кВт), отличаются 12-спицевыми дисками;
- Arc (переименован в 5.3i) — Мощность: 300 л. с. (224 кВт), отличались 6-спицевыми дисками, ксеноновыми фарами, двигатель с технологией Displacement on Demand (при малой нагрузке отключается половина цилиндров);
- Aero — самая мощная модификация, добавленная в 2008 году. Комплектовалась двигателем GM Small-Block LS2 V8 мощностью 390 л. с. (291 кВт). Эти двигатели также устанавливались на Chevrolet Corvette, Pontiac GTO, and Chevrolet Trailblazer SS. Модификация также отличается 20-дюймовыми дисками, улучшенной подвеской, усиленной 4-ступенчатой АКПП, способной «переваривать» столь высокие мощность и крутящий момент, коврики и сиденья автомобиля украшают логотипы Aero. Разгон стокового авто до 100 км/ч занимал менее 6 секунд. После небольших модификаций владельцы 9-7Х «пролетали» четверть мили за 12—13 секунд.

## История
Автомобиль дебютировал в 2004 году. Это был первый Saab созданный на территории США, Морейн штат Огайо. Он стал самым дорогим SUV компании GM и самым дорогим автомобилем Saab на тот момент. Когда в 2005 году был представлен Saab 9-7X, он послужил заменой для Oldsmobile Bravada (бренд Oldsmobile прекратил выпуск в 2004 году).

### 2012
В 2012 году GM и Isuzu отозвали более 258 000 внедорожников в США и Канаде, чтобы исправить короткие замыкания в механизме стеклоподъёмников и замках дверей, которые могли вызвать пожар. Кроме Saab 9-7x отзыв прошли Chevrolet TrailBlazer, GMC Envoy, Buick Rainier и Isuzu Ascender.
Отзывы были сделаны из-за пожара в автомобиле. В 2008 году из-за высокой влажности происходило короткое замыкание в электропроводке двери, проблему устранили изменив пластиковую обивку дверной карты.

## Рынки
Модель была предназначена для североамериканского рынка, но также продавалась в следующих странах: Болгарии, Чили, Эстонии, Греции, Венгрии, Италии, Иордании, Кувейте, Ливане, Латвии, Нидерландах, Омане, Катаре, Саудовской Аравии, Сирии и Объединенных Арабских Эмиратах.